# 亞克西區
51°54′40″N 67°18′22″E / 51.9110°N 67.3060°E

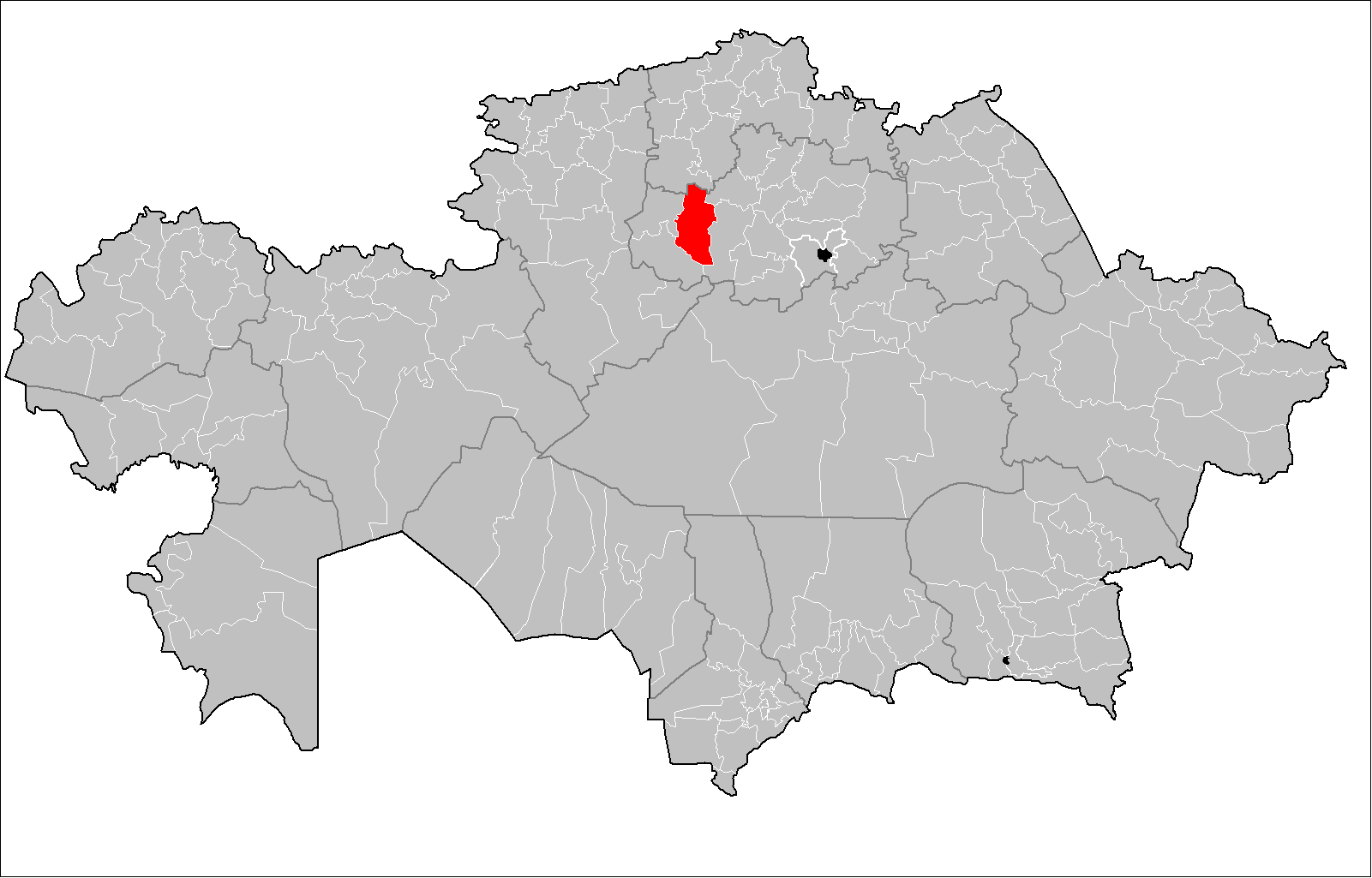

亞克西區是哈薩克斯坦的行政區，位於該國北部，由阿克莫拉州負責管轄，首府設於亞克西，始建於1957年，面積9,693平方公里，2013年人口18,796。